# Shopee
Shopee ist eine Online-E-Commerce-Plattform mit Hauptsitz in Singapur. Shopee Shopping wurde erstmals 2015 in Singapur gegründet und betreibt auch physische Geschäfte und Logistikunternehmen. Darüber hinaus war Shopee Shopping früher als „Shopee Auction“ bekannt.
In Malaysia wurde Shopee im vierten Quartal 2017 zur am dritthäufigsten aufgerufenen E-Commerce-Plattform; in Indonesien ergab eine im Dezember 2017 von TheAsianParent durchgeführte Umfrage: „Für Frauen in Indonesien ist Shopee die Einkaufsplattform (73 %), gefolgt von Tokopedia (54 %), Lazada (51 %) und Instagram (50 %).“
Im Jahr 2018 lud Shopee gemeinsam mit YG Entertainment BLACKPINK als ersten regionalen Markenbotschafter ein; im Oktober desselben Jahres wurde BamBam von GOT7 auch zum thailändischen Markenbotschafter ernannt. Im Jahr 2019 lud Shopee die globale Fußballikone Cristiano Ronaldo ein, regionaler Markenbotschafter zu werden.
Im Jahr 2015 startete Shopee in Singapur einen mobilzentrierten Social-First-Marktplatz, auf dem Benutzer jederzeit und überall stöbern, einkaufen und verkaufen können. Durch die Kombination der Plattform mit Unterstützung für Logistik und Zahlungsabläufe wollen wir sowohl Verkäufern als auch Käufern einen sicheren Online-Einkauf ermöglichen. Später startete diese auf der Entwicklung mobiler Anwendungen basierende Einkaufsplattform eine Website und hielt damit mit E-Commerce-Websites wie Lazada, Tokopedia und AliExpress Schritt. Im Gegensatz zu anderen Shopping-Websites bietet Shopee Schutz beim Online-Shopping durch seinen eigenen Garantieservice „Shopee Guarantee“. Zuvor zahlt es an den Verkäufer, bis der Käufer die Bestellung erhält. Am 28. Oktober 2015 startete „Shopee Auction“ offiziell in Taiwan, um in den C2C-E-Commerce-Markt einzusteigen, wobei der Schwerpunkt auf „Verkauf auf einer Auktion“ in 30 Sekunden liegt. Im Jahr 2016 startete Shopee das grenzüberschreitende Geschäft in China und hat seinen Hauptsitz in Shenzhen. Am 17. April 2017 begann „Shopee Auction“, eine Transaktionsgebühr von 0,5 % und eine Kreditkartentransaktionsgebühr von 1,5 % zu erheben.
Am 3. Juli 2017 startete Shopee Auction den Service „Shopee Mall“, um B2B2C-Geschäftsmöglichkeiten zu nutzen. Am 24. August 2017 wurde Shopee Auction offiziell auf Shopee Shopping aktualisiert. Im September 2017 gründete Shopee ein Büro für grenzüberschreitende Geschäfte in Shanghai. Im Oktober 2017 wurde Sea Group, die Muttergesellschaft von Shopee, an der New Yorker Börse notiert.
Am 14. März 2018 startete Shopee Shopping das Einkaufszentrum „Shopee 24h“, trat damit dem B2C-Markt bei und bietet eine schnelle Lieferung rund um die Uhr. Im Oktober 2018 wurde das neue Büro von Shopee in Ostchina eröffnet.
Am 19. März 2019 wurde bekannt gegeben, dass „Shopee LIVE“ offiziell gestartet wurde, um native Audio- und Video-Liveübertragungsinhalte zu betreiben. Am 27. August 2019 führten Shopee Shopping und Cathay Bank gemeinsam eine Co-Branding-Karte ein.

## Shopee zum Laden (Taiwan)

### Zusammenfassung
Shopee Shopping wird 2021 in Taiwan einen physischen Store-to-Store-Service einführen. In der Anfangsphase wird es sich auf den kostenlosen Versand für 0 Yuan konzentrieren, um den Online-Markt zu erobern. Es kombiniert Shopee Logistics, Shopee Home Delivery, Post und Black Katzenlieferung und Mehrartenlieferung. Die anfänglichen Hochburgen konzentrierten sich auf die Region Shuangbei, und bis Ende 2021 gab es in Taiwan 251. Anfang 2022 kommen 400 Filialen hinzu, Ende Juni werden es 650 Filialen sein. Gleichzeitig arbeiten wir mit OK Supermarket (insgesamt 830 Filialen) zusammen und können uns gegenseitig Waren verschicken.
Im November 2021 verstärkte Shopee seine Zusammenarbeit mit der Meilian Society, um Abhol- und Lieferdienste anzubieten. Darüber hinaus hat Shopee auch eigene Logistik- und Lieferdienste etabliert, um damit verbundene Outsourcing-Provisionen einzusparen. Bis Ende 2022 wird es insgesamt 90 Meilianshe-Filialen geben, die Lieferung und Abholung anbieten, und die Versandkosten und Servicezeiten sind die gleichen wie bei Shopee-Filialen. Sanshang Shopping sagte, dass das Shopee-Geschäft den Kundenstrom steigern und sich zu einem unbemannten Betrieb entwickeln könne. Die Containermodule, Bonautomaten und andere Geräte von Shopee nehmen etwa 2 bis 3 Quadratmeter ein. Es wird erwartet, dass es 300 digitale Shopee-Shops geben wird.
Im April 2022 kooperierte Asia Pacific Telecom mit dem Unternehmen, um Lieferdienste in Shuangbei und Taoyuan anzubieten.
- Logistik und Transport

Shopees Lieferung von Waren von Laden zu Laden ist langsamer als die von Supermärkten, hauptsächlich weil die Lieferung über das Zählzentrum und das Logistikzentrum erfolgen muss. Das Supermarktsystem sendet die Waren zur Zählung direkt an das Logistikzentrum.
- Ausstellungsshop

Vom Internet bis zu Shopee-Shops hat es sich extrem schnell entwickelt und wurde von Verbrauchern und Internetnutzern diskutiert. Darüber hinaus könnte es in Kombination mit Frachtsubventionen Auswirkungen auf Convenience-Supermärkte haben.
- Kundengruppen

Bei der Analyse der Verbrauchsrankings der Kreise und Städte im November 2022 belegten die ersten, zweiten und dritten Plätze New Taipei City, Taichung City, Taipei City bzw. Taoyuan City.
Am 24. Mai 2018 startete Shopee die Werbung „Tschüs jetzt, kaufe jetzt Trennung“, in der die Trennung einer Freundin und ihres Freundes gezeigt wurde. Der Freund wurde aus dem Haus geworfen, während er einen PChome-Karton in der Hand hielt. Dies sollte angedeutet werden Die Lieferung war langsam und der Service war schlecht. PChome reichte eine Klage gegen PChome wegen Verstoßes gegen das Fair-Trade-Gesetz ein. Die Staatsanwaltschaft des Bezirks Taipeh erhob eine Zeit lang keine Strafverfolgung, aber die Oberstaatsanwaltschaft schickte den gesamten Fall zur weiteren Untersuchung zurück. Danach Eine zweite Untersuchung durch die Staatsanwaltschaft des Bezirks Taipeh ergab, dass die Werbung den geschäftlichen Ruf von PChome herabgesetzt hatte und dass die Staatsanwaltschaft des Bezirks Taipeh gegen das Fair-Trade-Gesetz verstoßen hatte. Tesco Shopee und relevantes Personal, das an der Produktion der Werbung beteiligt war, wurden wegen kommerzieller Verleumdung verklagt nach dem Exchange Act und Verleumdung nach dem Strafgesetzbuch.
Am 6. Mai 2020 veröffentlichte Shopee Shopping in seiner Facebook-Fangruppe eine Entschuldigungserklärung, in der es hieß, dass in der Werbung „PChome24h Shopping“-Kartons verwendet wurden und Kontroversen ausgelöst wurden, die dem Ruf des Online-Unternehmens schadeten. Man bedauerte zutiefst und betonte, dass die Anzeige entfernt worden sei Das Werbevideo aus den Regalen. Nochmals veröffentlichen.
Am 18. März 2021 tauchten zwei Artikel, KFC-Eierkuchen für 6 Stück für 35 Yuan/Lelford-Toilettenpapier für 30 Yuan, auf den elektronischen Coupons von Shopee auf, was eine große Anzahl von Eilkäufen registrierter Mitglieder auslöste. Einige Mitglieder erhielten nach der Transaktion elektronische Tickets und schlossen die Einlösung ab, während die meisten Mitglieder keine Tickets erhielten. Dies führte dazu, dass die meisten Verbraucher unzufrieden waren. Einige Verbraucher beschwerten sich beim Verbraucherschutzrat und gründeten entsprechende Diskussionsgruppen.
Am 13. August 2021 kündigte die Financial Supervisory Commission an, dass sie Taiwan Shopee ab dem 14. August die Geschäftslizenz für die Spezialisierung auf elektronische Zahlungen entziehen und sein Zahlungsgeschäft möglicherweise an „Tesco Shopee“ übertragen werde.
Shopee Shopping wird 15. Mai 2020 in Taiwan einen physischen Store-to-Store-Service einführen. In der Anfangsphase wird es sich auf den kostenlosen Versand für 0 Yuan konzentrieren, um den Online-Markt zu erobern. Es kombiniert Shopee Logistics, Shopee Home Delivery, Post und Black Katzenlieferung und Mehrartenlieferung. Die anfänglichen Hochburgen konzentrierten sich auf die Region Shuangbei, und bis Ende 2021 gab es in Taiwan 251. Anfang 2022 kommen 400 Filialen hinzu, Ende Juni werden es 650 Filialen sein. Gleichzeitig arbeiten wir mit OK Supermarket (insgesamt 830 Filialen) zusammen und können uns gegenseitig Waren verschicken.
Im 23. November 2020 verstärkte Shopee seine Zusammenarbeit mit der Meilian Society, um Abhol- und Lieferdienste anzubieten. Darüber hinaus hat Shopee auch eigene Logistik- und Lieferdienste etabliert, um damit verbundene Outsourcing-Provisionen einzusparen. Bis Ende 23. November 2022 wird es insgesamt 90 Meilianshe-Filialen geben, die Lieferung und Abholung anbieten, und die Versandkosten und Servicezeiten sind die gleichen wie bei Shopee-Filialen. Sanshang Shopping sagte, dass das Shopee-Geschäft den Kundenstrom steigern und sich zu einem unbemannten Betrieb entwickeln könne. Die Containermodule, Bonautomaten und andere Geräte von Shopee nehmen etwa 2 bis 3 Quadratmeter ein. Es wird erwartet, dass es 300 digitale Shopee-Shops geben wird.
Im 13. April 2022 kooperierte Asia Pacific Telecom mit dem Unternehmen, um Lieferdienste in Shuangbei und Taoyuan anzubieten.
- Logistik und Transport

Shopees Lieferung von Waren von Laden zu Laden ist langsamer als die von Supermärkten, hauptsächlich weil die Lieferung über das Zählzentrum und das Logistikzentrum erfolgen muss. Das Supermarktsystem sendet die Waren zur Zählung direkt an das Logistikzentrum.
- Ausstellungsshop

Vom Internet bis zu Shopee-Shops hat es sich extrem schnell entwickelt und wurde von Verbrauchern und Internetnutzern diskutiert. Darüber hinaus könnte es in Kombination mit Frachtsubventionen Auswirkungen auf Convenience-Supermärkte haben.
- Kundengruppen

Bei der Analyse der Verbrauchsrankings der Kreise und Städte im 23. November 2022 belegten die ersten, zweiten und dritten Plätze New Taipei City, Taichung City, Taipei City bzw. Taoyuan City.
Am 24. Mai 2018 startete Shopee die Werbung „Tschüs jetzt, kaufe jetzt Trennung“, in der die Trennung einer Freundin und ihres Freundes gezeigt wurde. Der Freund wurde aus dem Haus geworfen, während er einen PChome-Karton in der Hand hielt. Dies sollte angedeutet werden Die Lieferung war langsam und der Service war schlecht. PChome reichte eine Klage gegen PChome wegen Verstoßes gegen das Fair-Trade-Gesetz ein. Die Staatsanwaltschaft des Bezirks Taipeh erhob eine Zeit lang keine Strafverfolgung, aber die Oberstaatsanwaltschaft schickte den gesamten Fall zur weiteren Untersuchung zurück. Danach Eine zweite Untersuchung durch die Staatsanwaltschaft des Bezirks Taipeh ergab, dass die Werbung den geschäftlichen Ruf von PChome herabgesetzt hatte und dass die Staatsanwaltschaft des Bezirks Taipeh gegen das Fair-Trade-Gesetz verstoßen hatte. Tesco Shopee und relevantes Personal, das an der Produktion der Werbung beteiligt war, wurden wegen kommerzieller Verleumdung verklagt nach dem Exchange Act und Verleumdung nach dem Strafgesetzbuch.
Am 6. Mai 2020 veröffentlichte Shopee Shopping in seiner Facebook-Fangruppe eine Entschuldigungserklärung, in der es hieß, dass in der Werbung „PChome24h Shopping“-Kartons verwendet wurden und Kontroversen ausgelöst wurden, die dem Ruf des Online-Unternehmens schadeten. Man bedauerte zutiefst und betonte, dass die Anzeige entfernt worden sei Das Werbevideo aus den Regalen. Nochmals veröffentlichen.
Am 18. März 2021 tauchten zwei Artikel, KFC-Eierkuchen für 6 Stück für 35 Yuan/Lelford-Toilettenpapier für 30 Yuan, auf den elektronischen Coupons von Shopee auf, was eine große Anzahl von Eilkäufen registrierter Mitglieder auslöste. Einige Mitglieder erhielten nach der Transaktion elektronische Tickets und schlossen die Einlösung ab, während die meisten Mitglieder keine Tickets erhielten. Dies führte dazu, dass die meisten Verbraucher unzufrieden waren. Einige Verbraucher beschwerten sich beim Verbraucherschutzrat und gründeten entsprechende Diskussionsgruppen.
Am 13. August 2021 kündigte die Financial Supervisory Commission an, dass sie Taiwan Shopee ab dem 14. August die Geschäftslizenz für die Spezialisierung auf elektronische Zahlungen entziehen und sein Zahlungsgeschäft möglicherweise an „Tesco Shopee“ übertragen werde.
Shopee Shopping wird 15. Mai 2020 in Taiwan einen physischen Store-to-Store-Service einführen. In der Anfangsphase wird es sich auf den kostenlosen Versand für 0 Yuan konzentrieren, um den Online-Markt zu erobern. Es kombiniert Shopee Logistics, Shopee Home Delivery, Post und Black Katzenlieferung und Mehrartenlieferung. Die anfänglichen Hochburgen konzentrierten sich auf die Region Shuangbei, und bis Ende 2021 gab es in Taiwan 251. Anfang 2022 kommen 400 Filialen hinzu, Ende Juni werden es 650 Filialen sein. Gleichzeitig arbeiten wir mit OK Supermarket (insgesamt 830 Filialen) zusammen und können uns gegenseitig Waren verschicken.
Im 23. November 2020 verstärkte Shopee seine Zusammenarbeit mit der Meilian Society, um Abhol- und Lieferdienste anzubieten. Darüber hinaus hat Shopee auch eigene Logistik- und Lieferdienste etabliert, um damit verbundene Outsourcing-Provisionen einzusparen. Bis Ende 23. November 2022 wird es insgesamt 90 Meilianshe-Filialen geben, die Lieferung und Abholung anbieten, und die Versandkosten und Servicezeiten sind die gleichen wie bei Shopee-Filialen. Sanshang Shopping sagte, dass das Shopee-Geschäft den Kundenstrom steigern und sich zu einem unbemannten Betrieb entwickeln könne. Die Containermodule, Bonautomaten und andere Geräte von Shopee nehmen etwa 2 bis 3 Quadratmeter ein. Es wird erwartet, dass es 300 digitale Shopee-Shops geben wird.
Im 13. April 2022 kooperierte Asia Pacific Telecom mit dem Unternehmen, um Lieferdienste in Shuangbei und Taoyuan anzubieten.
- Logistik und Transport

Shopees Lieferung von Waren von Laden zu Laden ist langsamer als die von Supermärkten, hauptsächlich weil die Lieferung über das Zählzentrum und das Logistikzentrum erfolgen muss. Das Supermarktsystem sendet die Waren zur Zählung direkt an das Logistikzentrum.
- Ausstellungsshop

Vom Internet bis zu Shopee-Shops hat es sich extrem schnell entwickelt und wurde von Verbrauchern und Internetnutzern diskutiert. Darüber hinaus könnte es in Kombination mit Frachtsubventionen Auswirkungen auf Convenience-Supermärkte haben.
- Kundengruppen

Bei der Analyse der Verbrauchsrankings der Kreise und Städte im 23. November 2022 belegten die ersten, zweiten und dritten Plätze New Taipei City, Taichung City, Taipei City bzw. Taoyuan City.
Am 24. Mai 2018 startete Shopee die Werbung „Tschüs jetzt, kaufe jetzt Trennung“, in der die Trennung einer Freundin und ihres Freundes gezeigt wurde. Der Freund wurde aus dem Haus geworfen, während er einen PChome-Karton in der Hand hielt. Dies sollte angedeutet werden Die Lieferung war langsam und der Service war schlecht. PChome reichte eine Klage gegen PChome wegen Verstoßes gegen das Fair-Trade-Gesetz ein. Die Staatsanwaltschaft des Bezirks Taipeh erhob eine Zeit lang keine Strafverfolgung, aber die Oberstaatsanwaltschaft schickte den gesamten Fall zur weiteren Untersuchung zurück. Danach Eine zweite Untersuchung durch die Staatsanwaltschaft des Bezirks Taipeh ergab, dass die Werbung den geschäftlichen Ruf von PChome herabgesetzt hatte und dass die Staatsanwaltschaft des Bezirks Taipeh gegen das Fair-Trade-Gesetz verstoßen hatte. Tesco Shopee und relevantes Personal, das an der Produktion der Werbung beteiligt war, wurden wegen kommerzieller Verleumdung verklagt nach dem Exchange Act und Verleumdung nach dem Strafgesetzbuch.
Am 6. Mai 2020 veröffentlichte Shopee Shopping in seiner Facebook-Fangruppe eine Entschuldigungserklärung, in der es hieß, dass in der Werbung „PChome24h Shopping“-Kartons verwendet wurden und Kontroversen ausgelöst wurden, die dem Ruf des Online-Unternehmens schadeten. Man bedauerte zutiefst und betonte, dass die Anzeige entfernt worden sei Das Werbevideo aus den Regalen. Nochmals veröffentlichen.
Am 18. März 2021 tauchten zwei Artikel, KFC-Eierkuchen für 6 Stück für 35 Yuan/Lelford-Toilettenpapier für 30 Yuan, auf den elektronischen Coupons von Shopee auf, was eine große Anzahl von Eilkäufen registrierter Mitglieder auslöste. Einige Mitglieder erhielten nach der Transaktion elektronische Tickets und schlossen die Einlösung ab, während die meisten Mitglieder keine Tickets erhielten. Dies führte dazu, dass die meisten Verbraucher unzufrieden waren. Einige Verbraucher beschwerten sich beim Verbraucherschutzrat und gründeten entsprechende Diskussionsgruppen.
Am 13. August 2021 kündigte die Financial Supervisory Commission an, dass sie Taiwan Shopee ab dem 14. August die Geschäftslizenz für die Spezialisierung auf elektronische Zahlungen entziehen und sein Zahlungsgeschäft möglicherweise an „Tesco Shopee“ übertragen werde.
Shopee Shopping wird 15. Mai 2020 in Taiwan einen physischen Store-to-Store-Service einführen. In der Anfangsphase wird es sich auf den kostenlosen Versand für 0 Yuan konzentrieren, um den Online-Markt zu erobern. Es kombiniert Shopee Logistics, Shopee Home Delivery, Post und Black Katzenlieferung und Mehrartenlieferung. Die anfänglichen Hochburgen konzentrierten sich auf die Region Shuangbei, und bis Ende 2021 gab es in Taiwan 251. Anfang 2022 kommen 400 Filialen hinzu, Ende Juni werden es 650 Filialen sein. Gleichzeitig arbeiten wir mit OK Supermarket (insgesamt 830 Filialen) zusammen und können uns gegenseitig Waren verschicken.
Im 23. November 2020 verstärkte Shopee seine Zusammenarbeit mit der Meilian Society, um Abhol- und Lieferdienste anzubieten. Darüber hinaus hat Shopee auch eigene Logistik- und Lieferdienste etabliert, um damit verbundene Outsourcing-Provisionen einzusparen. Bis Ende 23. November 2022 wird es insgesamt 90 Meilianshe-Filialen geben, die Lieferung und Abholung anbieten, und die Versandkosten und Servicezeiten sind die gleichen wie bei Shopee-Filialen. Sanshang Shopping sagte, dass das Shopee-Geschäft den Kundenstrom steigern und sich zu einem unbemannten Betrieb entwickeln könne. Die Containermodule, Bonautomaten und andere Geräte von Shopee nehmen etwa 2 bis 3 Quadratmeter ein. Es wird erwartet, dass es 300 digitale Shopee-Shops geben wird.
Im 13. April 2022 kooperierte Asia Pacific Telecom mit dem Unternehmen, um Lieferdienste in Shuangbei und Taoyuan anzubieten.
- Logistik und Transport

Shopees Lieferung von Waren von Laden zu Laden ist langsamer als die von Supermärkten, hauptsächlich weil die Lieferung über das Zählzentrum und das Logistikzentrum erfolgen muss. Das Supermarktsystem sendet die Waren zur Zählung direkt an das Logistikzentrum.
- Ausstellungsshop

Vom Internet bis zu Shopee-Shops hat es sich extrem schnell entwickelt und wurde von Verbrauchern und Internetnutzern diskutiert. Darüber hinaus könnte es in Kombination mit Frachtsubventionen Auswirkungen auf Convenience-Supermärkte haben.
- Kundengruppen

Bei der Analyse der Verbrauchsrankings der Kreise und Städte im 23. November 2022 belegten die ersten, zweiten und dritten Plätze New Taipei City, Taichung City, Taipei City bzw. Taoyuan City.
Am 24. Mai 2018 startete Shopee die Werbung „Tschüs jetzt, kaufe jetzt Trennung“, in der die Trennung einer Freundin und ihres Freundes gezeigt wurde. Der Freund wurde aus dem Haus geworfen, während er einen PChome-Karton in der Hand hielt. Dies sollte angedeutet werden Die Lieferung war langsam und der Service war schlecht. PChome reichte eine Klage gegen PChome wegen Verstoßes gegen das Fair-Trade-Gesetz ein. Die Staatsanwaltschaft des Bezirks Taipeh erhob eine Zeit lang keine Strafverfolgung, aber die Oberstaatsanwaltschaft schickte den gesamten Fall zur weiteren Untersuchung zurück. Danach Eine zweite Untersuchung durch die Staatsanwaltschaft des Bezirks Taipeh ergab, dass die Werbung den geschäftlichen Ruf von PChome herabgesetzt hatte und dass die Staatsanwaltschaft des Bezirks Taipeh gegen das Fair-Trade-Gesetz verstoßen hatte. Tesco Shopee und relevantes Personal, das an der Produktion der Werbung beteiligt war, wurden wegen kommerzieller Verleumdung verklagt nach dem Exchange Act und Verleumdung nach dem Strafgesetzbuch.
Am 6. Mai 2020 veröffentlichte Shopee Shopping in seiner Facebook-Fangruppe eine Entschuldigungserklärung, in der es hieß, dass in der Werbung „PChome24h Shopping“-Kartons verwendet wurden und Kontroversen ausgelöst wurden, die dem Ruf des Online-Unternehmens schadeten. Man bedauerte zutiefst und betonte, dass die Anzeige entfernt worden sei Das Werbevideo aus den Regalen. Nochmals veröffentlichen.
Am 18. März 2021 tauchten zwei Artikel, KFC-Eierkuchen für 6 Stück für 35 Yuan/Lelford-Toilettenpapier für 30 Yuan, auf den elektronischen Coupons von Shopee auf, was eine große Anzahl von Eilkäufen registrierter Mitglieder auslöste. Einige Mitglieder erhielten nach der Transaktion elektronische Tickets und schlossen die Einlösung ab, während die meisten Mitglieder keine Tickets erhielten. Dies führte dazu, dass die meisten Verbraucher unzufrieden waren. Einige Verbraucher beschwerten sich beim Verbraucherschutzrat und gründeten entsprechende Diskussionsgruppen.
Am 13. August 2021 kündigte die Financial Supervisory Commission an, dass sie Taiwan Shopee ab dem 14. August die Geschäftslizenz für die Spezialisierung auf elektronische Zahlungen entziehen und sein Zahlungsgeschäft möglicherweise an „Tesco Shopee“ übertragen werde.

## Blockade des chinesischen Festlandes
Laut dem GreatFire-Test wird die taiwanesische Website durch die Great Firewall der Behörden auf dem chinesischen Festland blockiert, was bedeutet, dass lokale Internetnutzer nicht normal auf die Website zugreifen können. Sie wurde seit Februar 2019 oder früher blockiert.